# Eikske

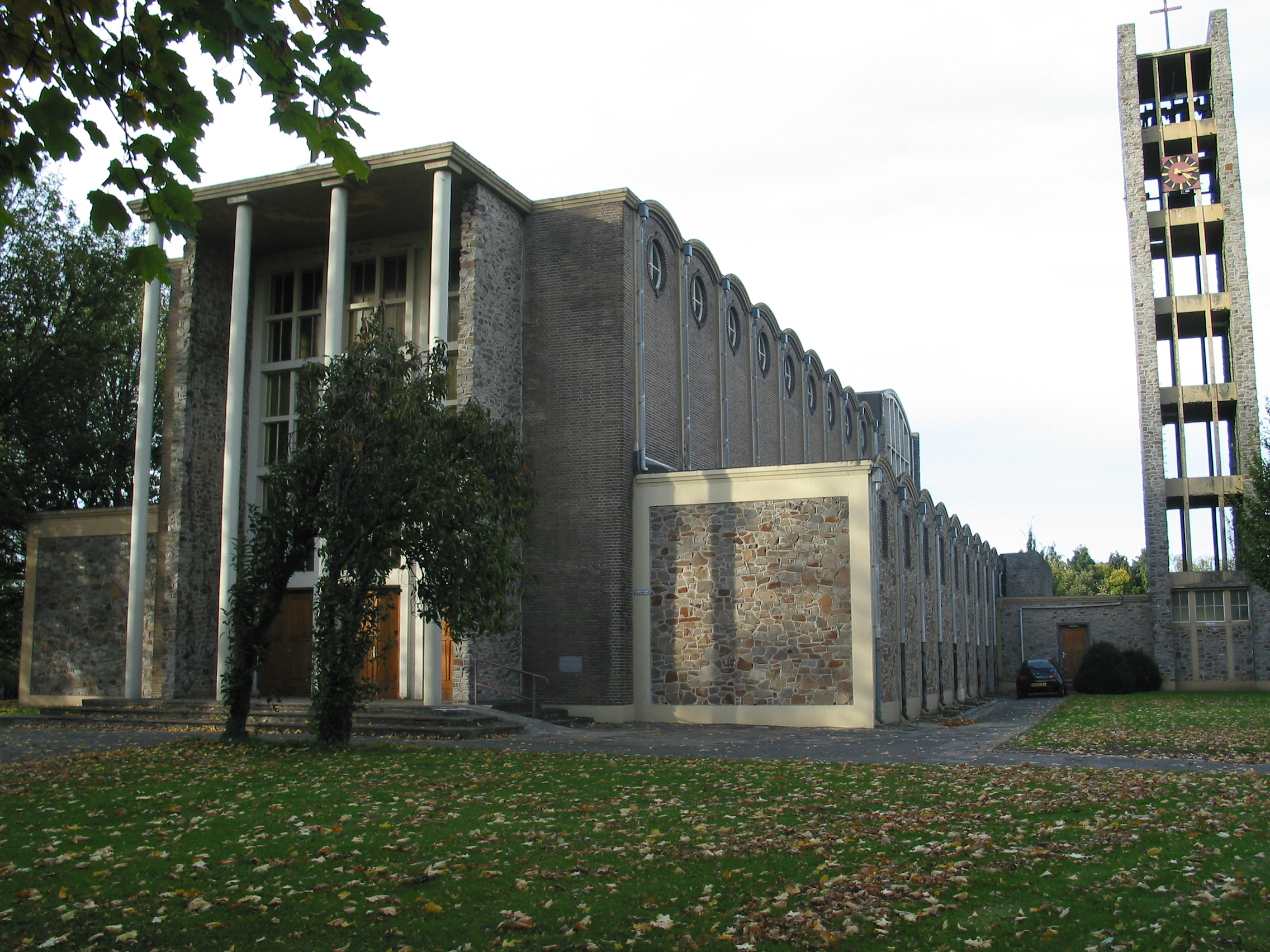
Kerk bij het Eikske

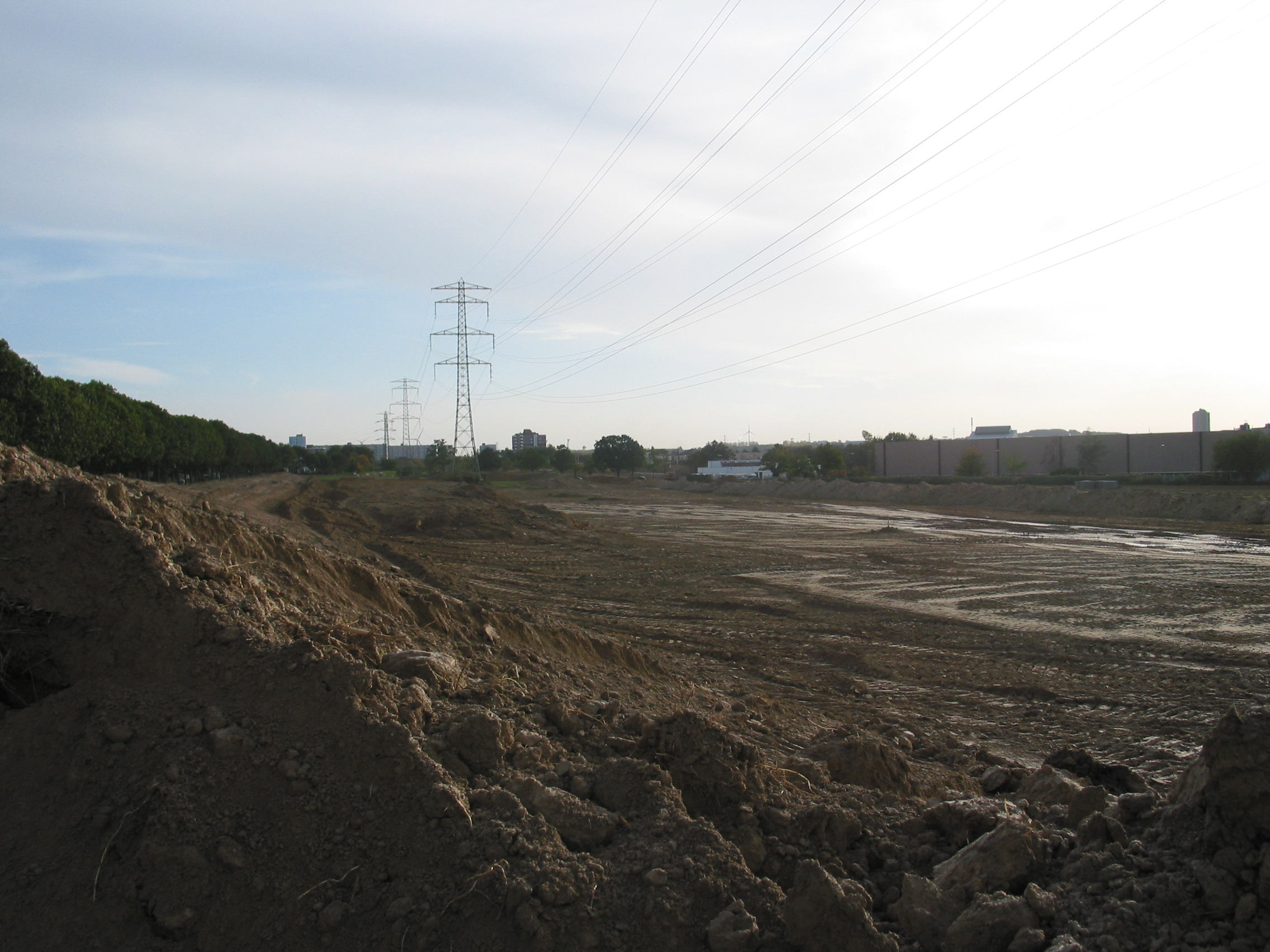
Aanleg van de binnenring die de bereikbaarheid van Landgraaf moet verbeteren

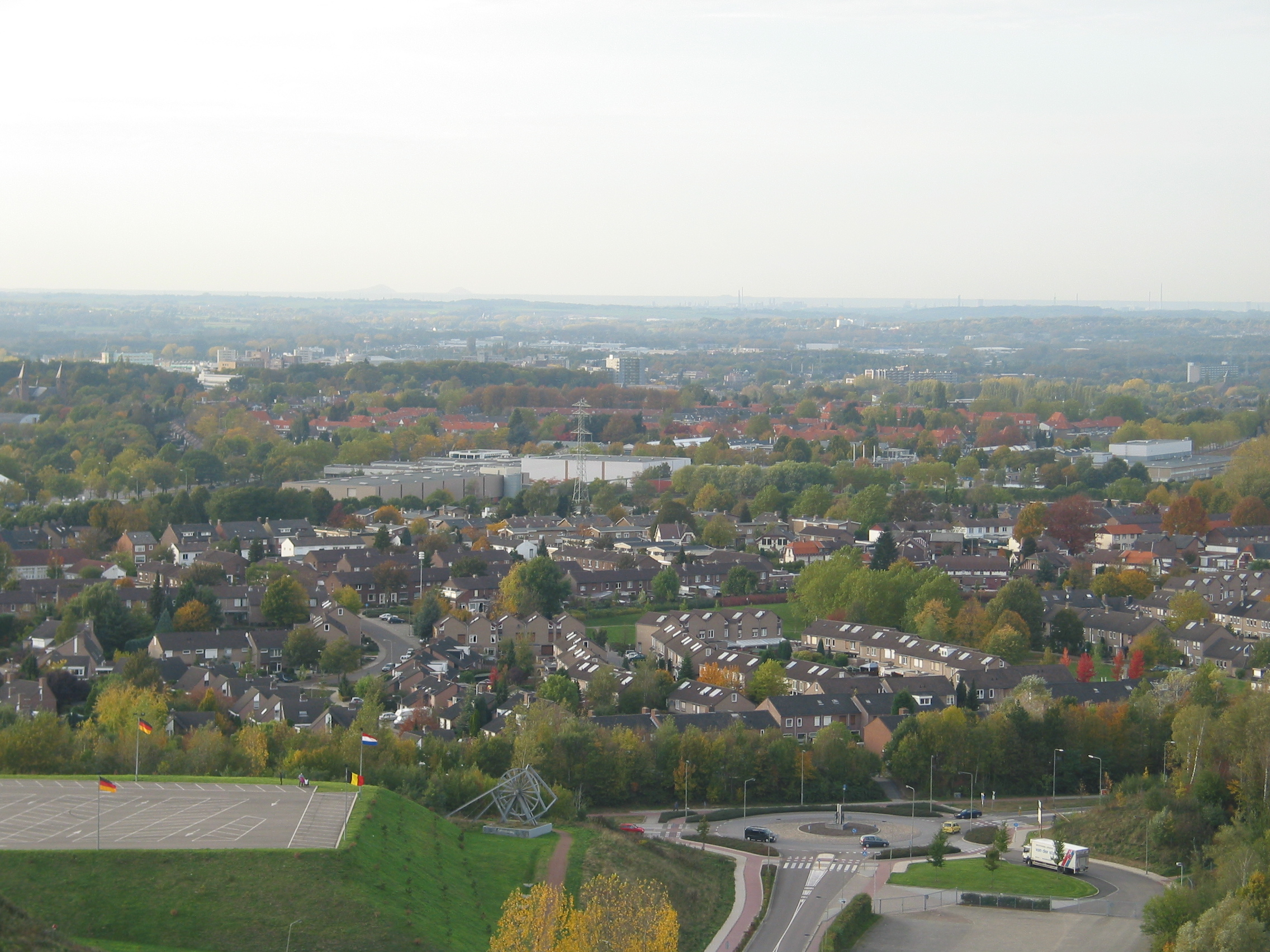
Een deel van het Eikske. De mijnwerkersbuurten zijn duidelijk te zien

De buurt het Eikske ligt in het zuiden van de gemeente Landgraaf, in de Nederlandse provincie Limburg. De buurt grenst aan de gemeentes Heerlen (wijk: Kaldeborn/Molenberg) en Kerkrade (wijk: Terwinselen). Ten oosten van de buurt ligt het Strijthagerbeekdal en ten zuidoosten de Wilhelminaberg. De buurt zelf ligt op het Plateau van Schaesberg.
De buurt had vroeger twee basisscholen, twee gemeenschapshuizen, een buurtsuper, een slager, twee snackbars en een postagentschap. Tegenwoordig is er nog maar één basisschool; de supermarkt en het postagentschap zijn verdwenen en voor de parochiekerk en het gemeenschapshuis bestaan nieuwe plannen. Er is een rechtstreekse busverbinding met Heerlen (Hoensbroek-Heerlen Busstation-Gracht).
Sinds 1989 heeft de wijk ook een speeltuin: het Eikhoorntje. De speeltuin was in 2000-2001 gesloten vanwege de grondsanering van een groot deel van de wijk vanwege verontreiniging met PAKs.

## Geschiedenis
Het gebied wordt al vernoemd op de oude minuutplannen (1832) voor het kadaster van Napoleon in het verlengde van de doorgaande weg van het dorp Scheydt en de Baanstraat. Hier ligt ten westen een gebied Blauwsteen en ten oosten een gebied Aan de baan.
Ten tijde van de mijnbouw begint de woningbouw toe te nemen. De Oranje Nassau II (1904-1971) ligt ten oosten van het Eikske. Om de mijn heen verschijnen opzichtershuizen, in het huidige Landgraafse grondgebied bijvoorbeeld de Parallelstraat, De Wendelstraat, Mijn Carlstraat en Strijthagerweg. Ook het spoor wat er toen lag, is nu nog enigszins te herkennen. Ter plaatse van de huidige Zeverij was een soort rangeerterrein en het spoor liep via de huidige grasvelden (Sleper, Stempel, Galerij, Prem, Grachterweg) richting de Kissel.
De hoofdwegstructuur was toen ook wat anders. De Hoofdstraat liep vroeger ter hoogte van de Oranje Nassaustraat rechtdoor waar nu de Prem is. Het stuk Hoofdstraat langs de kerk bestond nog niet. Via het verlengde van de Prem ging deze Hoofdstraat in een bocht over in wat nu de Honigmannstraat is (ter hoogte van waar vroeger het tunneltje was). Ook de Baanstraat kwam hier op uit. De Baanstraat liep toen namelijk door in de Koelmoer en boog af via waar nu de speeltuin ligt. Van deze kruising volgde de Hoofdstraat de loop van de huidige Honigmannstraat en maakte dan de aansluitende bocht op De Wendelstraat.
Na de Tweede Wereldoorlog werden bij de mijn ook arbeiderswoningen gebouwd. Op het gebied Blauwsteen kwamen zo de Blauwsteenstraat, Pastoor Tummerstraat en Mr. Haexstraat (1948). Later rond 1955 werden ook de straten vernoemd naar beroemde zeevaartslui uit de Nederlands geschiedenis aangelegd. In 1955 werd ook een eigen kerk gebouwd, de H. Michaël, naar een ontwerp van Jozef Fanchamps. In de eerste helft van de jaren ’60 werd vervolgens ten westen van de lijn Wendelstraat/Hoofdstraat gebouwd (omgeving Kennedyplantsoen, Saroleaplantsoen). In 1970 kwam het blok met Warburgstraat, Salkstraat, Boerhaavestraat, Röntgenstraat en Kochstraat gereed.
Toen in 1971 de Oranje Nassau II dichtging is ook dit voormalig mijngebied bebouwd (1976-1985). De straten hebben allemaal oude mijnbenamingen. Het Eikske werd een grote wijk, en werd ontsloten via de nieuwe hoofdwegen Einsteinstraat, Honigmannstraat en Hofstraat. Sinds eind 2007 is de wijk ook aangesloten op de binnenring van Parkstad Limburg, de Euregioweg.
Een laatste grote uitbreiding kwam er toen het gebied tussen Heistraat en Euregioweg volgebouwd werd. In deze buurt hebben alle straten namen vernoemd naar Limburgse flora is zoals Veldesdoorn en Boskriek.
Dorpen: Nieuwenhagen · Rimburg · Schaesberg · Waubach

Gehucht: Oude Hopel

Woonwijken: Abdissenbosch · Eikske · Groenstraat · Heiveld · Hoefveld · Kakert · Lauradorp · Leenhof · Namiddagsche Driessen · Nieuwenhagerheide · Oude Heide · Parkheide

Limburg: Steden en dorpen      Nederland: Provincies · Gemeenten